# Pablo Larios
Pour les articles homonymes, voir Larios.
Pablo Larios (né le 31 juillet 1960 à Zacatepec, mort le 31 janvier 2019 à Puebla) est un footballeur mexicain au poste de gardien de but. Son nom complet est Pablo Larios Iwasaki car il possède des origines japonaises du côté de sa mère.
Larios a joué à Cruz Azul, au CF Puebla et au Toros Neza. Il était aussi le portier de l'équipe du Mexique qui a disputé chez elle la coupe du monde 1986. Les Mexicains termineront la compétition invaincus, éliminés en quart de finale par la RFA aux tirs au but. Larios totalise 48 sélections entre 1983 et 1991.
Il était l'entraîneur des gardiens de la sélection mexicaine lors de la coupe du monde 2006. 